# Cristian Mandeal
 (mai 2022).
Cristian Mandeal (Rupea, 18 avril 1946) est un musicien roumain, pianiste et chef d'orchestre. De 1991 à 2010, il a été le directeur de l’Orchestre philharmonique Georges-Enesco de Bucarest.

## Biographie
Cristian Mandeal étudie le piano, la composition et la direction d'orchestre à Liceul de Muzică à Brasov et de 1965 à 1974, à l'Académie de Muzică din Bucuresti. Il se perfectionne en 1980 à Berlin, avec Herbert von Karajan et en 1990 à Munich avec Sergiu Celibidache. 

## Carrière

### En Roumanie
- 1977 à 1980 – chef permanent de l'Orchestre philharmonique Constantin-Silvestri de Târgu Mureș.
- 1980 à 1987 – chef permanent du Philharmonique d'État « Transilvania » de Cluj-Napoca.
- 2001 et 2003 – directeur artistique du Festival international Georges-Enesco et du concours.
- 1991 à 2010 – chef de l'Orchestre philharmonique Georges-Enesco de Bucarest.

### À l'étranger
- Directeur artistique de l'Orchestre symphonique d'Euskadi en Espagne.
- Premier chef invité du Hallé Orchestra de Manchester.
- Directeur artistique du Nördlichen Symphonieorchesters à Haïfa, en Israël – jusqu'à l'Été 2002.
- Chef de l'Orchestre Haydn de Bolzano et Trento, Italie – jusqu'à l'hiver 2003.
- Premier chef invité de l'orchestre philharmonique de Copenhague, Danemark – à partir d'août 2007.

## Prix et distinctions
- Le Prix du Komponistenverbandes de la Roumanie ;
- Prix Ionel Perlea ;
- Médaille de l'Académie roumaine ;
- La prestigieuse distinction du Forum de la musique roumaine pour la popularisation de l'opéra Œdipe de Georges Enesco.